# Montcavrel
Montcavrel é uma comuna francesa na região administrativa de Altos da França, no departamento de Pas-de-Calais. Estende-se por uma área de 9,56 km². Em 2010 a comuna tinha 411 habitantes (densidade: 43 hab./km²).